# Земельний контракт
Земельний контракт — угода двох чи більше осіб з метою встановлення, зміни або припинення земельних прав та обов'язків. Серед З.к. виділяються контракти купівлі-продажу, дару, застави, оренди та обміну.

## 15— 16 століття
Практика укладення З.к. сягає серед. 15 ст. Певна структура та особливості оформлення З.к. складалися впродовж багатьох років, а юрид. бік їх укладення регламентували земські уставні грамоти та Статути Великого князівства Литовського 1529, 1566, 1588, чинність дії яких спостерігалася до кінця 18 ст. До видання Литовського статуту 1529, згідно з нормами уставних земських грамот, З.к. купівлі-продажу, обміну та дару можна було укладати лише зі згоди великого князя литовського (див. Великий князь). Тому в цей час практика укладення З.к. мала обмежений характер. З кінця 15 й особливо в 16 ст. у зв'язку з розвитком та активізацією товарно-грошових відносин на українських землях Великого князівства Литовського (ВКЛ) поширюється купівля-продаж, обмін, застава та оренда маєтків. Це вимагало оформлення численних маєткових актів. Великокнязівська та королівська канцелярії вже не могли впоратися з цим завданням. Згідно з нормами Литовського статуту 1529 З.к., складені самими землевласниками або за участю місцевих властей (старост (див. Староство), воєвод, гродських і земських урядів), набували повного юридичного права й значущості нарівні з великокнязівськими грамотами. Обмеження стосувалося лише контрактів купівлі-продажу, коли шляхті можна було продавати не більше 1/3 приватного володіння. За положенням Литовського статуту 1566 дозволялося продавати маєтки й землю без згоди старости або воєводи, а також знімалося обмеження на продаж тільки 1/3 маєтності. Для землевласників збільшувалася також потреба в копіях різних актів. Для того, щоб мати можливість одержати потрібну копію («випис»), оригінали З.к. надавали для «запису» до гродських і земських книг відповідних судів (див. Гродський суд, Земські суди), що були утворені в результаті судово-адміністративної реформ у ВКЛ 1564–66.
Як юридичні документи, всі З.к. згідно з правилами дипломатики структурно поділяються на такі компоненти: інтитуляцію, промульгацію, наррацію, диспозицію, санкцію, корроборацію, субскрипцію та датацію. Всі З.к. належало укладати публічно. Нехтування цією нормою спричинювало втрату юридичної сили угоди.

### Акти на купівлю-продаж
З 16 ст. дуже поширеними стали акти на купівлю-продаж («лист купчий», «лист продажний») маєтків. Ранні контракти купівлі-продажу (середини 15 ст.) складалися в присутності свідків і надавалися зацікавленим особам від імені старости чи воєводи. Після 1566 купчі акти почали укладати між безпосередніми учасниками купівлі-продажу маєтку від імені того, хто продавав. Продавець також письмово засвідчував, що об'єкт продажу на момент угоди нікому іншому не був проданий чи заставлений. При укладенні контракту купівлі-продажу у відповідний запис вносилася також умова (санкція), що ні сам продавець, ні його нащадки та родичі не повинні в майбутньому посягати на продану маєтність.

### Контракти дару
Контракти дару оформлялися «листами запысними», «записью», а сам акт дарування визначався в документах словами «дал», «записал», «отписал», «даю, дарую и записую». Поширеною формою укладення контракту дару був запис певної суми грошей, забезпечених конкретними маєтностями. Фактично це була форма ленного пожалування земель під записні суми, яка підкреслювала урізаний правовий статус осаджених таким чином зем'ян. Наприклад, один з князів Сангушків, надаючи 1565 лен одному із шляхтичів, «нагорожаючи… записал єсми єму во именю своєм… у 200 копах грошей… А син мой и потомки єго… отнимати не мают, первей мают отдати им 200 коп». Ін. характер мали умови контракту дару, що укладалися між подружжям або членами родини. Досить усталеною формулою запису даровизни чоловіком своїй дружині була така, коли чоловік дарував дружині певну суму грошей, забезпечених визначеними в документі маєтностями до її живота (до смерті) за умови, що вона після його смерті не одружиться знову. В цьому випадку дружина отримувала повне право розпоряджатися маєтками на свій розсуд. Інший варіант дарчого запису стосувався ситуації, якщо дружина після смерті чоловіка знову виходила заміж, не маючи дітей від попереднього шлюбу. В цьому разі родичам дарувальника надавалося право викупити маєтки за суму, на яку вони записані. За неможливості викупу маєтки залишалися за дружиною. Міг бути і такий варіант, коли дружина після смерті чоловіка знову виходила заміж, та мала дітей від першого шлюбу. В такій ситуації вона могла володіти маєтками до свого живота, однак зобов'язувалася виховувати дітей до їхнього повноліття з прибутків цих маєтків, а також могла відчужувати дані маєтності лише на користь дітей. Основним змістовим компонентом контракту дару було визначення умов, на яких відбувалося надання маєтку та умов, за яких він міг бути повернутий спадкоємцям дарувальника.

### Контракти застави
Протягом середини 15–18 ст. усталилося юридичне визначення контракту застави — «заставной лист», «застава», «заставил», зрідка — «заемное письмо», «поступил», «заарендовал». На практиці мали чинність кілька варіантів контракту застави: застава без держання, застава із держанням і застава на упад. Застави без держання укладалися у випадку, якщо одна особа позичала в іншої певну суму грошей й отримувала запевнення, що в разі несвоєчасного повернення позички боржник зобов'язувався передати своєму кредитору окреслену в контракті частину володінь. Застави із держанням укладалися тоді, коли позикодавець (кредитор) надавав боржнику певну суму грошей і відразу отримував на окреслений у контракті термін визначені маєтності. В цьому випадку прибутки, що надходили кредитору від цих маєтностей, вважалися процентом на позичену суму. Характерною особливістю заставних угод із держанням маєтностей було те, що заставні маєтки можна було перезаставляти, тобто заставляти третій особі. Контракти застави на упад або «застави під страченям» укладалися тоді, коли в контракті було обумовлене те, що у випадку несплати боргу у визначений контрактом термін кредитор отримував право на вічне володіння маєтком — але лише тоді, коли й родичі заставника не змогли викупити заставу. Важливою умовою в оформленні заставних угод із держанням та без держання маєтностей було чітке визначення термінів сплати боргів, що докладно означалося в диспозиційній частині документа. Згідно з договором застави встановлювався також порядок грошових виплат, що мав прив'язку до певної грошової системи — до литов. кіп грошів (див. також Пенязь) чи до польс. злотих. Контракти оренди були дуже подібними до контрактів застав із держанням маєтностей. Контракти оренди укладалися у випадку надання однією особою частини маєтності або нерухомого майна ін. особі на умовах користування на певний обумовлений термін. Контракт оренди укладався публічно на один або кілька років. Плата за користування нерухомістю здійснювалася або відразу повністю, або частинами щорічно. За потреби термін контракту можна було продовжити. Для цього до актових книг вносився додатковий орендний запис. Особливістю контракту оренди було те, що по закінченню терміну оренди маєтностей орендатор зобов'язувався повернути власникові об'єкт оренди в такому стані, який фіксувався на момент укладення угоди.

### Контракти обміну
Контракти обміну юридично визначалися в актових книгах як «лист меновный», «меновная запись» й укладалися між власниками в разі обміну їхніми маєтностями або землями. Подібні обміни могли здійснюватися з різних причин. Найчастіше шляхтичі були змушені робити обміни, якщо ч. їхніх маєтностей розташовувалася на значній відстані від комплексу осн. володінь. Чимало з них вважали за потрібне зробити обмін на прилеглі землі шляхтича-сусіда. Непоодинокими були випадки, коли обміни маєтками відбувалися в різних повітах чи коли для рівноцінного обміну один із суб'єктів договору зобов'язувався робити доплату. Однією з умов контрактів обміну, а також купівлі-продажу, застави, дарування, оренди було попереднє визначення суми т. зв. заруки — своєрідної компенсації за недотримання або порушення умов укладеного контракту.

## Селянська реформа 1861
У результаті селянської реформи 1861 контракти купівлі-продажу надільної землі (див. Надільне землеволодіння) було заборонено. Однак в обхід закону не лише козаки, а й поміщицькі селяни продавали й заставляли свої наділи. Передача наділу здійснювалася іноді тільки словесною умовою, але частіше векселем або писаним позичковим листом, або ж набувала форми оренди, застави та ін. З 80-х рр. 19 ст. з відкриттям Селянського поземельного банку приватновласницькі землі скуповували, окрім купців, також представники заможної верхівки села, укладаючи відповідні контракти купівлі-продажу.

## За часів СРСР
За часів СРСР поземельні відносини регулювалися Земельними кодексами 1922, 1970 (див. Земельні кодекси УСРР–УРСР) та Цивільним кодексом 1961. У цих документах зазначалося, що всі приватні землі переходили в державну, колективну та комунальну власність, у зв'язку з чим З.к. не укладалися.

## Після проголошення державної незалежності України
Після проголошення державної незалежності України поземельні відносини регулювалися Земельним кодексом 1992 та новою редакцією від 25 жовтня 2001 (див. Земельні кодекси України). Кодексом завбачено, що використання землі буде здійснюватися головним чином на умовах оренди та права власності на землю. Постійне ж землекористування матиме обмежений характер.